# Hypericum polycladum
Hypericum polycladum är en johannesörtsväxtart som beskrevs av Ignatz Urban. Hypericum polycladum ingår i släktet johannesörter, och familjen johannesörtsväxter. Inga underarter finns listade i Catalogue of Life.